# Comuna Juršinci
Juršinci (Občina Juršinci) este o comună din Slovenia, cu o populație de 2.206 locuitori (2002).

## Localități
Bodkovci, Dragovič, Gabrnik, Gradiščak, Grlinci, Hlaponci, Juršinci, Kukava, Mostje, Rotman, Sakušak, Senčak pri Juršincih, Zagorci